# Veselin Topalov
Veselin Topalov (bolgarsko Веселин Топалов), bolgarski šahovski velemojster, 15. marec 1975, Ruse, Bolgarija.
Oktobra 2005 je bil Topalov z ratingom 2782 številka tri na lestvici FIDE (za Anandom in Kasparovom).
Leta 1989 je bil svetovni prvak v kategoriji do 14 let, leta 1990 pa viceprvak v kategoriji do 16 let. Velemojster je postal leta 1992.
Topalov je bil udeleženec Svetovnega šahovskega prvenstva 2005, kjer je brez izgubljene partije tudi osvojil naslov svetovnega šahovskega prvaka.
Jeseni 2006 se je začel Dvoboj za absolutnega svetovnega šahovskega prvaka med klasičnim svetovnim prvakom Kramnikom in prvakom FIDE Topalovom. Dvoboj je Topalov izgubil.